# Kvarteret Frida
Kvarteret Frida i Ronneby ingår i 1864 års rutnätsplan för Ronneby stad och har sedan upprättandet inhyst Ronnebys stadsteater, en byggnad som även en tid användes som stadshus. Kvarteret är en del av två kvarteret med representativa myndighetsbyggnader tillsammans med Kvarteret Zakeus som väder sig mot Rådhusparken. I kvarterets västra del ligger den tidigare borgmästarbostaden, Borgmästargården, som byggdes på uppdrag av borgmästare Flensburg i Florentinsk renässansstil.